# Zoo Kericho FC
Der Zoo Kericho Football Club ist ein kenianischer Fußballverein mit Sitz in Kericho, Kericho County. Der Verein spielt aktuell in der dritten Liga des Landes, der Kenyan Division One League. 
Anfang Mai 2021 gab der Verband bekannt, dass der Verein wegen Spielmanipulation von der Liga ausgeschlossen wird und die kommende Saison in der zweiten Liga starten muss. Anfang Juli 2022 wurde bekannt gegeben, dass der Verein nach einer FIFA-Entscheidung in die dritte Liga absteigen muss.

## Stadion
Der Verein trägt seine Heimspiele im Green Stadium in Kericho aus. Das Stadion hat ein Fassungsvermögen von 3000 Personen.

## Saisonplatzierung
| Saison  | Liga                         | Level | Platz |
| ------- | ---------------------------- | ----- | ----- |
| 2015    | Kenyan National Super League | 2     | 3.    |
| 2016    | Kenyan National Super League | 2     | 3. ▲  |
| 2017    | Kenyan Premier League        | 1     | 12.   |
| 2018    | Kenyan Premier League        | 1     | 11.   |
| 2018/19 | Kenyan Premier League        | 1     | 15.   |
| 2019/20 | Kenyan Premier League        | 1     | 14.   |
| 2020/21 | Kenyan Premier League        | 1     | ▼     |
| 2021/22 | Kenyan National Super League | 2     | ▼     |
| 2022/23 | Kenyan Division One League   | 3     |       |